# Ambar situé 94 rue Savska à Kuzmin
L'ambar situé 94 rue Savska à Kuzmin (en serbe cyrillique : Амбар у Кузмину, Савска 94 ; en serbe latin : Ambar u Kuzminu, Savska 94) se trouve à Kuzmin, dans la province de Voïvodine, dans le district de Syrmie et sur le territoire de la ville de Sremska Mitrovica, en Serbie. Il est inscrit sur la liste des monuments culturels de grande importance de la république de Serbie (identifiant no SK 1319).

## Présentation
L'ambar (grenier), situé 94 rue Savska, a été construit au milieu du XIXe siècle. Il possède une structure en chêne avec un remplissage constitué de planches lisses. Le toit à deux pans est recouvert de tuiles qui sont venues remplacer le bardeau d'origine ; le pignon est plat, ce qui constitue une particularité de cet ambar sans porche-galerie ; la décoration se limite à une dentelure qui entoure le cadre dans lequel les planches sont maintenues.
Le bâtiment fait partie des ambars dits « à transbordement » malgré l'absence d'un porche-galerie permettant le transfert d'un endroit à un autre.